# Cinfães
Cinfães ist eine Kleinstadt (Vila) und ein Kreis (Concelho) in Portugal mit 3080 Einwohnern (Stand 19. April 2021).

## Geschichte
Megalithanlagen und andere Funde belegen eine vorgeschichtliche Besiedlung des Gebietes. Menschen der Castrokultur und Nomaden aus Nordafrika, insbesondere Berber, ließen sich hier nieder, bevor ab dem 9. Jahrhundert v. Chr. keltische Lusitanier hier eintrafen und befestigte eisenzeitliche Dörfer anlegten.
Die ab dem 2. Jahrhundert v. Chr. hier herrschenden Römer romanisierten die befestigten Siedlungen und legten Brücken und Römerstraßen an. Nachdem Alanen, Sueben und Vandalen das Gebiet ab 409 den Römern abnahmen, eroberten Westgoten ab 456 das heutige Kreisgebiet. Aus dieser Epoche sind wenig markante Funde geblieben. Ab 711 eroberten die Mauren die Halbinsel. Aus dieser Zeit sind, neben Ausgrabungen von Ölmühlen, verschiedene Ortsnamen im Kreisgebiet geblieben, etwa Boassas oder Saímes.
Seine bedeutendste Zeit erlebte der Ort im Verlauf der Reconquista, wovon eine Reihe Sakralbauten zeugen, etwa Kloster und Kirche von Tarouquela. Vermutlich verlebte der erste portugiesische König D.Afonso Henriques einen Teil seiner Jugend in Santiago de Piães, wo er eine Ausbildung durch Egas Moniz erhielt.
König Manuel I. verlieh Cinfães 1513 Stadtrechte.

## Verwaltung

### Kreis
Cinfães ist Sitz eines gleichnamigen Kreises. Die Nachbarkreise sind (im Uhrzeigersinn im Norden beginnend): Marco de Canaveses, Baião, Resende, Castro Daire, Arouca sowie Castelo de Paiva.
Mit der Gebietsreform im September 2013 wurden die Gemeinden (Freguesias) Alhões, Bustelo, Gralheira und Ramires zur neuen Gemeinde União das Freguesias de Alhões, Bustelo, Gralheira e Ramires zusammengefasst. Der Kreis besteht seither aus den folgenden 14 Gemeinden:

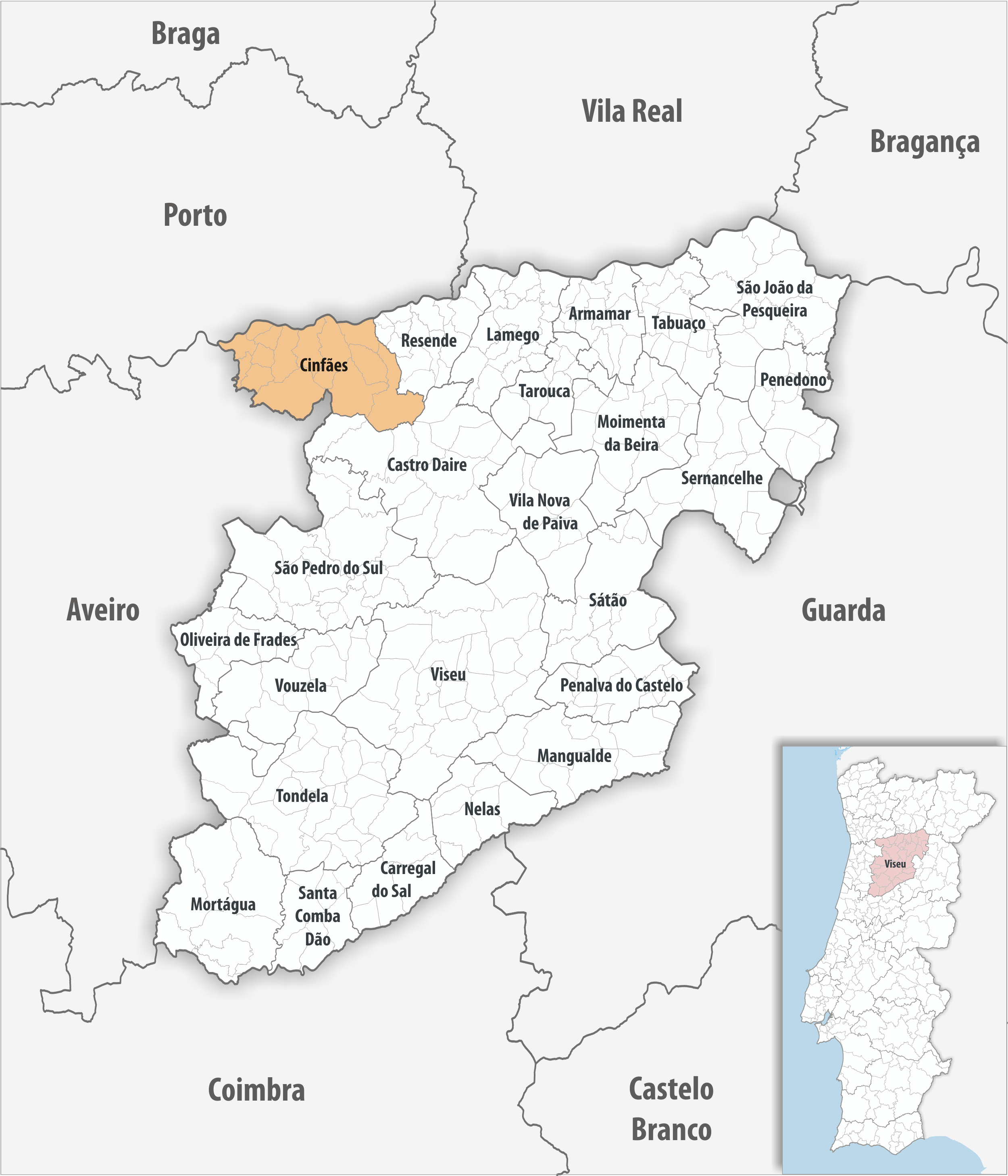
Kreis Cinfães

| Gemeinde                             | Einwohner (2021) | Fläche km² | Dichte Einw./km² | LAU- Code |
| ------------------------------------ | ---------------- | ---------- | ---------------- | --------- |
| Alhões, Bustelo, Gralheira e Ramires | 517              | 37,52      | 14               | 180418    |
| Cinfães                              | 3.080            | 25,42      | 121              | 180403    |
| Espadanedo                           | 1.161            | 5,30       | 219              | 180404    |
| Ferreiros de Tendais                 | 540              | 16,00      | 34               | 180405    |
| Fornelos                             | 590              | 10,08      | 59               | 180406    |
| Moimenta                             | 356              | 6,54       | 54               | 180408    |
| Nespereira                           | 1.695            | 35,99      | 47               | 180409    |
| Oliveira do Douro                    | 1.257            | 14,13      | 89               | 180410    |
| Santiago de Piães                    | 1.607            | 17,59      | 91               | 180412    |
| São Cristóvão de Nogueira            | 1.638            | 18,15      | 90               | 180413    |
| Souselo                              | 2.839            | 9,17       | 309              | 180414    |
| Tarouquela                           | 1.041            | 6,64       | 157              | 180415    |
| Tendais                              | 697              | 31,77      | 22               | 180416    |
| Travanca                             | 712              | 4,97       | 143              | 180417    |
| Kreis Cinfães                        | 17.730           | 239,27     | 74               | 1804      |

### Bevölkerungsentwicklung
| Einwohnerzahl im Kreis Cinfães (1801–2011) | Einwohnerzahl im Kreis Cinfães (1801–2011) | Einwohnerzahl im Kreis Cinfães (1801–2011) | Einwohnerzahl im Kreis Cinfães (1801–2011) | Einwohnerzahl im Kreis Cinfães (1801–2011) | Einwohnerzahl im Kreis Cinfães (1801–2011) | Einwohnerzahl im Kreis Cinfães (1801–2011) | Einwohnerzahl im Kreis Cinfães (1801–2011) | Einwohnerzahl im Kreis Cinfães (1801–2011) | Einwohnerzahl im Kreis Cinfães (1801–2011) |
| ------------------------------------------ | ------------------------------------------ | ------------------------------------------ | ------------------------------------------ | ------------------------------------------ | ------------------------------------------ | ------------------------------------------ | ------------------------------------------ | ------------------------------------------ | ------------------------------------------ |
| 1801                                       | 1849                                       | 1900                                       | 1930                                       | 1960                                       | 1981                                       | 1991                                       | 2001                                       | 2011                                       |                                            |
| 2.687                                      | 7.125                                      | 25.631                                     | 30.080                                     | 29.757                                     | 25.619                                     | 23.489                                     | 22.424                                     | 20.427                                     |                                            |

### Kommunaler Feiertag
- 24. Juni

### Städtepartnerschaften

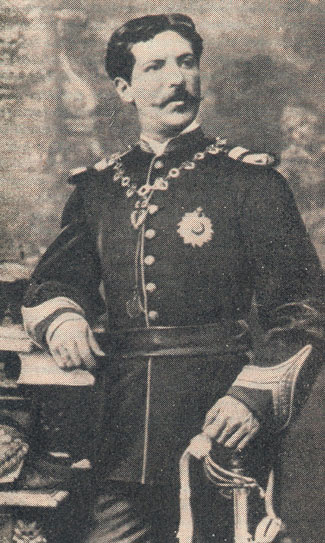
Alexandre Serpa Pinto

- Kap Verde: São Filipe (seit 2008)[6]

## Söhne und Töchter der Stadt
- Basílio Alberto de Sousa Pinto (1793–1881), Hochschullehrer aus Tendais, Mitautor der liberalen Verfassung von 1822
- Alexandre Alberto da Rocha de Serpa Pinto (1846–1900), Afrikaforscher
- José Augusto de Sousa Ferreira da Silva (* 1933 in São Cristóvão de Nogueira, Pseudonym Guido de Monterey), Publizist und Autor (Reisebücher, ethnografische und geografisch-historische Bücher)
- Manuel Madureira Dias (* 1936), Altbischof von Faro
- António Francisco dos Santos (1948–2017), Bischof von Aveiro
- Valdemar Sequeira (* 1961 in Moimenta), Komponist und Orchesterleiter